# Alnus rhombifolia
Alnus rhombifolia, el aliso blanco, es una especie de árbol perteneciente a la familia de las betuláceas.

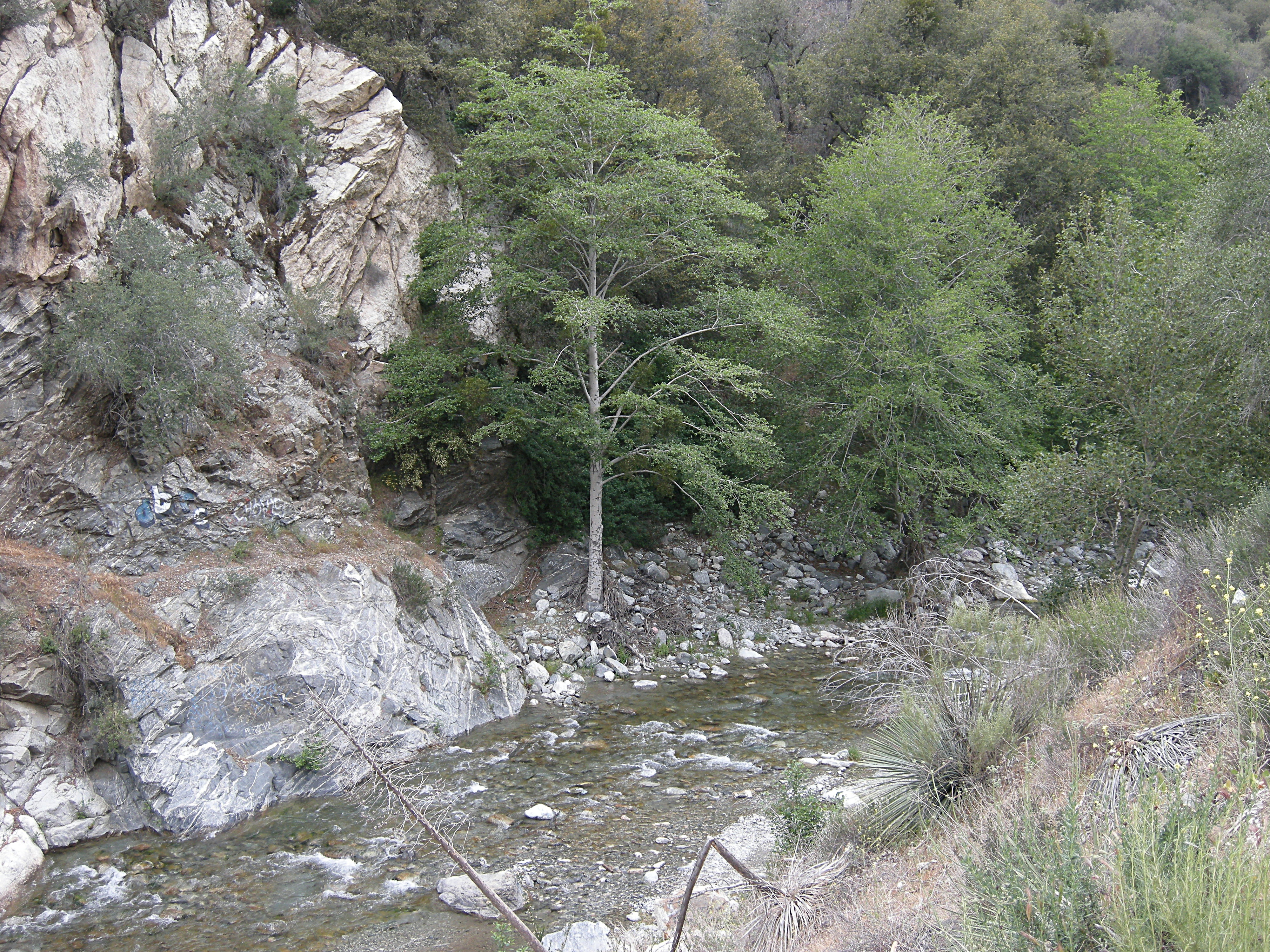
En su hábitat

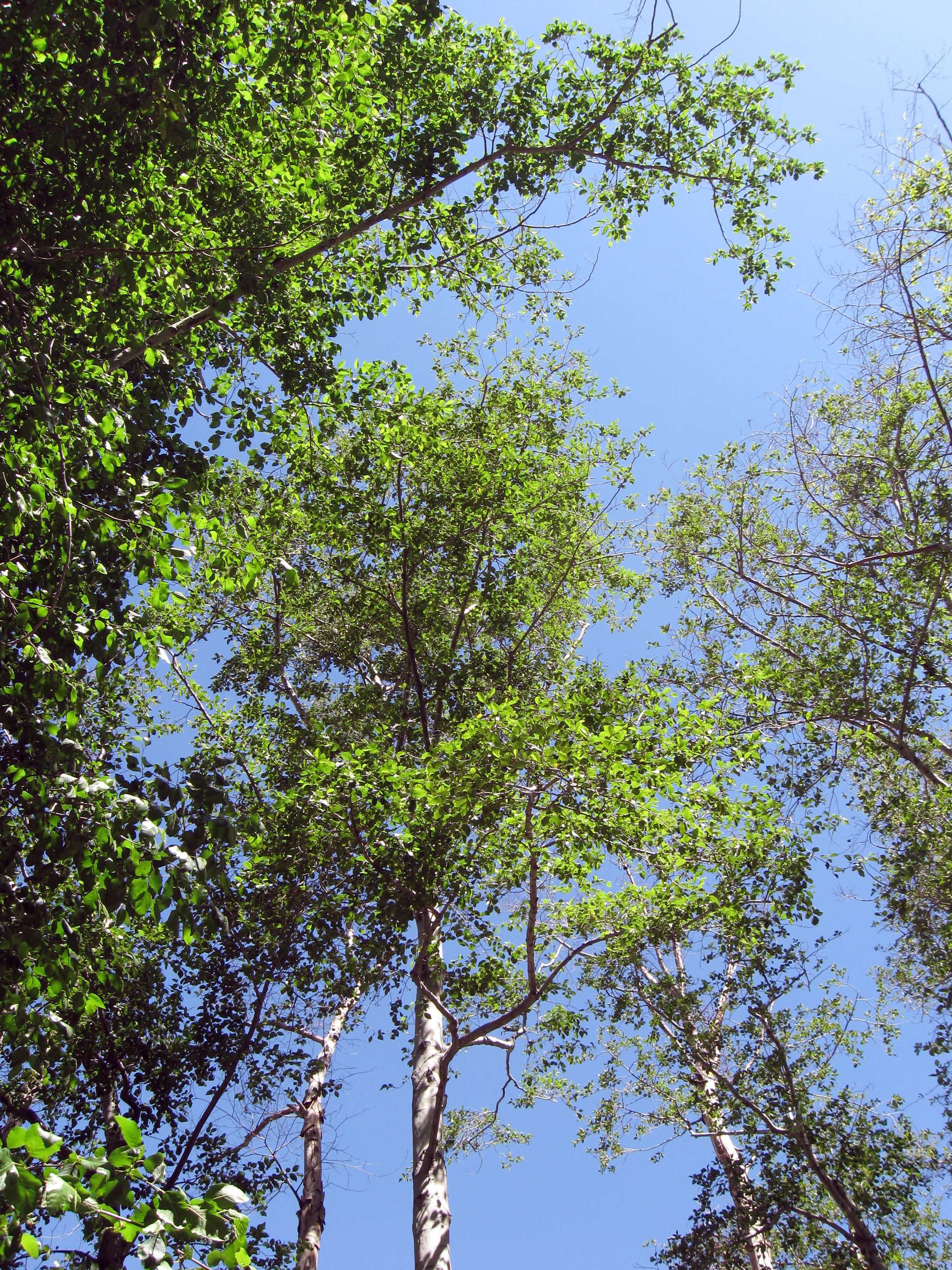
Vista del árbol

## Descripción
Se trata de un árbol caducifolio de tamaño mediano que alcanza hasta los 15-25 m (raramente 35 m) de altura, con la corteza de color gris pálido, lisa en los árboles jóvenes, convirtiéndose en escamas en los árboles viejos.  Las hojas son alternas, rómbicas a elípticas estrechas de 4-10 cm de largo y 2-5 cm de ancho, con un margen finamente serrado y el ápice redondeado a agudo, son poco peludas.  Las flores se producen en grupos. Las masculinas, pendulares, delgadas de 3-10 cm de largo, de color amarillento, y producidas en grupos de dos a siete, la polinización es a principios de la primavera, antes de aparecer las hojas. Las femeninas son ovoides,  madura en el otoño y son de 10-22 mm, 7-10 mm de largo y ancho, en un tallo de 1-10 mm, superficialmente se asemejan a un pequeño cono de madera de conífera. Las pequeñas  semillas aladas se dispersan en el invierno, dejándolos "conos" antiguos leñosas y negruzco  en el árbol de hasta un año después.
Está estrechamente relacionado con el aliso rojo, en diferentes márgenes de la hoja plana, no en virtud de rizado. Al igual que otros alisos, es capaz de fijar nitrógeno del aire, y prospera en suelos infértiles.

## Distribución geográfica
Es un aliso nativo del oeste de América del Norte, desde el este de Washington hasta el oeste de Montana, al sureste hasta Sierra nevada y al sur a través de los Peninsular Ranges y oasis del desierto de Colorado en el sur de California. Aparece en habitats de zona ripariana en un rango de altitud de 100 a 2400 m s. n. m. No se ha informado que se encuentre el norte de Baja California pero se ha previsto que se produzcan allí sobre la base de su adaptación climática.

## Propiedades
Algunos indios de la tribu Plateau han  utilizado el aliso blanco para el tratamiento de las  necesidades de salud de las mujeres.

## Taxonomía
Alnus rhombifolia fue descrita por  Thomas Nuttall y publicado en The North American Sylva 1(1): 33. 1842.
Etimología
Alnus: nombre genérico del latín clásico para este género.
rhombifolia: epíteto latíno que significa "con las hojas en forma de rombo"
Sinonimia
- Alnus californica (Regel) H.J.P.Winkl.
- Alnus glutinosa lusus californica Regel
- Alnus rhombifolia var. bernardina Munz & I.M.Johnst.
- Alnus rhombifolia var. ovalis H.J.P.Winkl.
- Alnus rhombifolia var. typica Callier[9][10][11]